# Іскриня (Польща)
Іскриня (пол. Iskrzynia) — село в Польщі, у гміні Корчина Кросненського повіту Підкарпатського воєводства.
Населення — 1222 особи (2011).

## Історія
У давні часи на місці Іскрині існувало село Обрвиново або Обрвинів. Відомо, що 1352 року населений пункт мав магдебурзьке право, а його солтисом був Якуб Іскра. Його прізвище згодом і дало назву селу. Привілей солтиса і німецьке право згодом підтвердив король Сигізмунд I Старий 1530 року для Адама Мисловського.
У XVI столітті в Іскрині у маєтку Кшиштофа і Ельжбети Боболів гостювали по дорозі до Львова видатні монахи-єзуїти, зокрема Петро Скарґа і Станіслав Гозій.
Через Іскриню 1849 року проходили війська українського фельдмаршала російського війська Івана Паскевича з Перемишля до Угорщини на поміч австрійцям для придушення тамтешнього повстання.
Під час Галицького повстання 1846 року 21 лютого селяни Іскрині Ігнацій Факадей (Такадей) і Пельц врятували від повстанців у Комборні дружину дідича Фелікса Урбанського Емілію. Двоє селян перенесли жінку на плечах у своє село. В Іскрині дружину Урбанського спершу у маленькій хатині сховав війт, приставивши в охорону 20 людей, а згодом її перевели до хати Петра Степка.
Станом на 1863 рік в Іскрині проживало 760 мешканців.
У 1878 році громада придбала давній панський маєток в Іскрині на 67 арів і перетворила його у школу. 1912 року закладено пожежне відділення.
В околицях села відбувалися бої Першої світової війни. Про це свідчить військова братська могила.
У 1975—1998 роках село належало до Кросненського воєводства.

## Демографія
Демографічна структура станом на 31 березня 2011 року:
|          | Загалом | Допрацездатний вік | Працездатний вік | Постпрацездатний вік |
| -------- | ------- | ------------------ | ---------------- | -------------------- |
| Чоловіки | 587     | 135                | 390              | 62                   |
| Жінки    | 635     | 139                | 375              | 121                  |
| Разом    | 1222    | 274                | 765              | 183                  |

## Люди
В селі народився Олександр Августинович (1865—1944) — польський художник.